# Dark Horse Records
Dark Horse Records er et pladeselskab, der blev startet af Beatles' guitarist George Harrison i 1974, og blev styret af ham frem til hans død.
| Musik | Spire Denne musikartikel er en spire som bør udbygges. Du er velkommen til at hjælpe Wikipedia ved at udvide den. |

| Firma | Spire Denne artikel om et firma eller en virksomhed i Storbritannien er en spire som bør udbygges. Du er velkommen til at hjælpe Wikipedia ved at udvide den. |